# Посольская
Посо́льская — посёлок при станции в Кабанском районе Бурятии. Входит в сельское поселение «Большереченское».
Станция Посольская Восточно-Сибирской железной дороги на Транссибирской магистрали.

## География
Посёлок расположен на правом берегу реки Большая Речка, в 2 км к востоку от центра сельского поселения, села Большая Речка, и в 26 км к юго-западу от районного центра — села Кабанск. К югу от посёлка пролегает федеральная автомагистраль Р258 «Байкал».

## История
Посёлок основан в 1902 году как станция на Транссибирской магистрали, получившая название от села Посольского (в 13 км к западу, у Байкала), бывшего в то время крупнейшим населённым пунктом в юго-западной части Кударинской степи.

## Население
| 2002 | 2010 |
| ---- | ---- |
| 872  | ↘785 |

## Инфраструктура
Фельдшерско-акушерский пункт, Посольский дом-интернат для престарелых и инвалидов.